# L'Étang-la-Ville
L'Étang-la-Ville és un municipi francès, situat al departament d'Yvelines i a la regió de Illa de França. L'any 2007 tenia 4.777 habitants.
Forma part del cantó de Saint-Germain-en-Laye, del districte de Saint-Germain-en-Laye i de la Comunitat d'aglomeració Saint Germain Boucles de Seine.

## Demografia

### Població
El 2007 la població de fet de L'Étang-la-Ville era de 4.777 persones. Hi havia 1.792 famílies, de les quals 384 eren unipersonals (180 homes vivint sols i 204 dones vivint soles), 572 parelles sense fills, 708 parelles amb fills i 128 famílies monoparentals amb fills.
La població ha evolucionat segons el següent gràfic:
Habitants censats

### Habitatges
El 2007 hi havia 1.919 habitatges, 1.806 eren l'habitatge principal de la família, 34 eren segones residències i 79 estaven desocupats. 1.271 eren cases i 615 eren apartaments. Dels 1.806 habitatges principals, 1.488 estaven ocupats pels seus propietaris, 274 estaven llogats i ocupats pels llogaters i 44 estaven cedits a títol gratuït; 86 tenien una cambra, 69 en tenien dues, 294 en tenien tres, 322 en tenien quatre i 1.035 en tenien cinc o més. 1.493 habitatges disposaven pel capbaix d'una plaça de pàrquing. A 750 habitatges hi havia un automòbil i a 915 n'hi havia dos o més.

### Piràmide de població
La piràmide de població per edats i sexe el 2009 era:
| Homes | Edats   | Dones |
| ----- | ------- | ----- |
| 4     | 95 o +  | 0     |
| 4     | 90 a 94 | 20    |
| 20    | 85 a 89 | 28    |
| 32    | 80 a 84 | 28    |
| 52    | 75 a 79 | 80    |
| 116   | 70 a 74 | 136   |
| 128   | 65 a 69 | 116   |
| 140   | 60 a 64 | 104   |
| 196   | 55 a 59 | 196   |
| 164   | 50 a 54 | 228   |
| 164   | 45 a 49 | 152   |
| 104   | 40 a 44 | 192   |
| 148   | 35 a 39 | 100   |
| 116   | 30 a 34 | 144   |
| 132   | 25 a 29 | 92    |
| 112   | 20 a 24 | 76    |
| 164   | 15 a 19 | 164   |
| 136   | 10 a 14 | 120   |
| 164   | 5 a 9   | 164   |
| 128   | 0 a 4   | 100   |

## Economia
El 2007 la població en edat de treballar era de 2.900 persones, 1.963 eren actives i 937 eren inactives. De les 1.963 persones actives 1.845 estaven ocupades (1.008 homes i 837 dones) i 118 estaven aturades (62 homes i 56 dones). De les 937 persones inactives 212 estaven jubilades, 412 estaven estudiant i 313 estaven classificades com a «altres inactius».

### Ingressos
El 2009 a L'Étang-la-Ville hi havia 1.794 unitats fiscals que integraven 4.870 persones, la mediana anual d'ingressos fiscals per persona era de 38.652 €.

### Activitats econòmiques
Dels 178 establiments que hi havia el 2007, 2 eren d'empreses alimentàries, 1 d'una empresa de fabricació de material elèctric, 2 d'empreses de fabricació d'altres productes industrials, 10 d'empreses de construcció, 23 d'empreses de comerç i reparació d'automòbils, 7 d'empreses de transport, 2 d'empreses d'hostatgeria i restauració, 12 d'empreses d'informació i comunicació, 9 d'empreses financeres, 12 d'empreses immobiliàries, 64 d'empreses de serveis, 23 d'entitats de l'administració pública i 11 d'empreses classificades com a «altres activitats de serveis».
Dels 24 establiments de servei als particulars que hi havia el 2009, 1 era una oficina de correu, 3 oficines bancàries, 1 taller de reparació d'automòbils i de material agrícola, 2 paletes, 1 guixaire pintor, 1 fusteria, 2 lampisteries, 2 electricistes, 1 empresa de construcció, 3 perruqueries, 5 agències immobiliàries, 1 tintoreria i 1 saló de bellesa.
Dels 5 establiments comercials que hi havia el 2009, 1 era un hipermercat, 1 una botiga de menys de 120 m², 1 una peixateria i 2 floristeries.

## Equipaments sanitaris i escolars
Els 3 equipaments sanitaris que hi havia el 2009 eren farmàcies.
El 2009 hi havia 1 escola maternal i 1 escola elemental.

## Poblacions més properes
El següent diagrama mostra les poblacions més properes.